# Карнай
Карнай — народний мідний духовий музичний інструмент в Ірані, Таджикистані та Узбекистані. 
Карнай є довгою, іноді завдовжки понад 2 метри, зазвичай незігнутою трубою. За регістром і тембром близький до тромбона. 
На карнаї характерним є виконання бойових або урочистих сигналів. Інструмент має потужний і сильний звук. 
За сучасності карнаї найчастіше звучать на народних святах, гуляннях або весіллях.